# رومالد لاکازت
رومالد لاکازت (انگلیسی: Romuald Lacazette؛ زادهٔ ۳ ژانویهٔ ۱۹۹۴) بازیکن فوتبال اهل فرانسه است.
از باشگاه‌هایی که در آن بازی کرده‌است می‌توان به باشگاه فوتبال مونیخ ۱۸۶۰ اشاره کرد.